# Copa Mustang 1995
La Copa Mustang 1995 fu la quarantottesima edizione del campionato colombiano di calcio; fu strutturato in una sola fase. Il campionato fu vinto dall'Atlético Junior per la quarta volta nella sua storia.

## Formula
La Dimayor scelse di modificare radicalmente la struttura del campionato, passando a un girone all'italiana da sedici squadre con partite di andata e ritorno, e cambiò anche il periodo di svolgimento del campionato (che ebbe luogo dal 26 febbraio al 14 giugno), così da collimare, a partire dalla stagione successiva, con i calendari dei campionati europei. Per la prima volta, inoltre, furono adottati i tre punti per la vittoria.

## Classifica
| Pos | Squadra                | P  | G  | V  | N  | S  | GF | GS | DR  |
| --- | ---------------------- | -- | -- | -- | -- | -- | -- | -- | --- |
| 1.  | Junior                 | 62 | 30 | 18 | 8  | 4  | 66 | 37 | 29  |
| 2.  | América de Cali        | 60 | 30 | 17 | 9  | 4  | 56 | 32 | 24  |
| 3.  | Atlético Nacional      | 48 | 30 | 12 | 12 | 6  | 48 | 37 | 11  |
| 4.  | Deportivo Cali         | 47 | 30 | 11 | 14 | 5  | 54 | 42 | 8   |
| 5.  | Santa Fe               | 45 | 30 | 11 | 12 | 7  | 40 | 29 | 11  |
| 6.  | Deportivo Pereira      | 43 | 30 | 13 | 4  | 13 | 52 | 46 | 6   |
| 7.  | Independiente Medellín | 43 | 30 | 11 | 10 | 9  | 48 | 43 | 5   |
| 8.  | Once Caldas            | 42 | 30 | 11 | 9  | 10 | 37 | 33 | 4   |
| 9.  | Deportes Tolima        | 40 | 30 | 10 | 10 | 10 | 41 | 44 | -3  |
| 10. | Deportes Quindío       | 37 | 30 | 9  | 10 | 11 | 35 | 40 | -5  |
| 11. | Cortuluá               | 35 | 30 | 10 | 7  | 13 | 38 | 45 | -7  |
| 12. | Envigado F. C.         | 32 | 30 | 8  | 8  | 14 | 36 | 50 | -14 |
| 13. | Unión Magdalena        | 31 | 30 | 8  | 7  | 15 | 26 | 42 | -16 |
| 14. | Millonarios            | 28 | 30 | 5  | 13 | 12 | 40 | 53 | -13 |
| 15. | Atlético Huila         | 26 | 30 | 6  | 8  | 16 | 34 | 56 | -22 |
| 16. | Cúcuta Deportivo       | 24 | 30 | 5  | 9  | 16 | 25 | 47 | -22 |

## Verdetti
- Atlético Junior campione di Colombia
- Atlético Junior e América de Cali qualificate alla Coppa Libertadores 1996.
- Cúcuta Deportivo retrocesso in Categoría Primera B.

## Classifica marcatori
| Nome                  | Squadra                | Gol |
| --------------------- | ---------------------- | --- |
| Iván René Valenciano  | Junior                 | 24  |
| Níver Arboleda        | Deportivo Cali         | 19  |
| Cristian Montecinos   | Junior                 | 16  |
| Carlos Castro         | Independiente Medellín | 15  |
| Rubén Darío Hernández | Santa Fe               | 13  |
| Gustavo Iturburo      | Unión Magdalena        | 12  |